# Stichopathes richardi
Stichopathes richardi är en korallart som beskrevs av Louis Roule 1902. Stichopathes richardi ingår i släktet Stichopathes och familjen Antipathidae. Inga underarter finns listade i Catalogue of Life.